# 小山成昭
小山 成昭（おやま しげあき、1944年10月2日 - ）は、日本の経営者。ファナック社長を務めた。

## 経歴
神奈川県出身。1967年に東京大学工学部を卒業し、同年に富士通に入社。1972年に富士通ファナックに転じ、1985年6月に取締役に就任し、1987年6月に常務を経て、1989年6月に副社長に就任した。1999年6月に社長に昇格。2003年6月には会長に就任。